# Guy Charbonneau
Ne pas confondre avec Guy Carbonneau, le joueur de hockey.
Pour les articles homonymes, voir Charbonneau.
Guy Charbonneau, né le 21 juin 1922 et mort le 18 janvier 1998, est un homme d'État canadien. Il est président du Sénat du Canada de 1984 à 1993, détenant le record du plus long mandat. Il fit de nombreuses modifications, notamment une extension des pouvoirs du président.

## Biographie
Charbonneau est né dans la ville de Trois-Rivières, au Québec. Il fut diplômé d'un Baccalauréat ès arts de l'Université de Montréal et poursuit des études d'économie à l'Université McGill. Durant la Seconde Guerre mondiale, il servit dans l'Aviation royale du Canada.
Il rejoint ensuite l'industrie des assurances et devint vice-président des agences Peerless Insurance en 1948, puis directeur en 1963. Plus tard, il devient chef de la direction de la firme Charbonneau, Dulude and Associates Ltd., Insurance Brokers et devient un partenaire du groupe Mer Banco Group of Calgary. De 1961 à 1964, il travailla au conseil d'administration de la compagnie des chemins de fer nationaux du Canada (Le Canadien National).
Le 27 septembre 1979, il rejoint le Sénat sur les conseils du premier ministre Joe Clark, en tant que membre du Parti progressiste-conservateur du Canada. Quand Brian Mulroney devint premier ministre à la suite de l'élection fédérale de 1984, ce dernier recommanda à Charbonneau à devenir président du Sénat.
Durant le mandat de Charbonneau, le Parti libéral garda la majorité au Sénat, malgré la formation d'un nouveau gouvernement au sein du Parti conservateur.